# Pedrola
Pedrola é um município da Espanha na província de Saragoça, comunidade autónoma de Aragão. Tem 113,53 km² de área e em 2021 tinha 3 572 habitantes (densidade: 31,5 hab./km²).

## Demografia
| Variação demográfica do município entre 1991 e 2004 | Variação demográfica do município entre 1991 e 2004 | Variação demográfica do município entre 1991 e 2004 | Variação demográfica do município entre 1991 e 2004 |
| --------------------------------------------------- | --------------------------------------------------- | --------------------------------------------------- | --------------------------------------------------- |
| 1991                                                | 1996                                                | 2001                                                | 2004                                                |
| 2460                                                | 2582                                                | 2812                                                | 2906                                                |